# Клишковский сельский совет (Шосткинский район)
Клишковский сельский совет (укр. Клишківська сільська рада) — входит в состав
Шосткинского района
Сумской области
Украины.
Административный центр сельского совета находится в 
с. Клишки
.

## Населённые пункты совета
- с. Клишки
- с. Заболотное
- с. Московское
- с. Солотвино
- с. Холодовщина
- с. Великий Лес